# Ивамаса, Дайки
Дайки Ивамаса (яп. 岩政 大樹 Ивамаса Дайки, род. 30 января 1982, Суоосима, Ямагути) — японский футболист, центральный защитник; тренер. Победитель Кубка Азии 2011 в составе сборной Японии.
Профессиональную карьеру Ивамаса начал в клубе «Касима Антлерс», в котором дебютировал в 2003 году. За эти годы Ивамаса провёл за «Касиму» в различных турнирах более 200 матчей, трижды становился чемпионом Джей-лиги и дважды включался в символическую сборную Джей-лиги по итогам сезона.
В национальной сборной Дайки Ивамаса дебютировал 10 октября 2009 года в матче со сборной Шотландии, всего провёл в её составе 8 матчей. Ивамаса принимал участие в чемпионате мира 2010.

## Достижения
- Чемпион Джей-лиги (3): 2007, 2008, 2009
- Победитель Кубка Императора: 2007
- Победитель Суперкубка Японии: 2009
- В символической сборной Джей-лиги (2): 2008, 2009